# Kerialis
 (mai 2021).
 (mai 2021).
La mise en forme du texte ne suit pas les recommandations de Wikipédia : il faut le « wikifier ».
Les points d'amélioration suivants sont les cas les plus fréquents. Le détail des points à revoir est peut-être précisé sur la page de discussion.
- Les titres sont pré-formatés par le logiciel. Ils ne sont ni en capitales, ni en gras.
- Le texte ne doit pas être écrit en capitales (les noms de famille non plus), ni en gras, ni en italique, ni en « petit »…
- Le gras n'est utilisé que pour surligner le titre de l'article dans l'introduction, une seule fois.
- L'italique est rarement utilisé : mots en langue étrangère, titres d'œuvres, noms de bateaux, etc.
- Les citations ne sont pas en italique mais en corps de texte normal. Elles sont entourées par des guillemets français : « et ».
- Les listes à puces sont à éviter, des paragraphes rédigés étant largement préférés. Les tableaux sont à réserver à la présentation de données structurées (résultats, etc.).
- Les appels de note de bas de page (petits chiffres en exposant, introduits par l'outil «  Source ») sont à placer entre la fin de phrase et le point final[comme ça].
- Les liens internes (vers d'autres articles de Wikipédia) sont à choisir avec parcimonie. Créez des liens vers des articles approfondissant le sujet. Les termes génériques sans rapport avec le sujet sont à éviter, ainsi que les répétitions de liens vers un même terme.
- Les liens externes sont à placer uniquement dans une section « Liens externes », à la fin de l'article. Ces liens sont à choisir avec parcimonie suivant les règles définies. Si un lien sert de source à l'article, son insertion dans le texte est à faire par les notes de bas de page.
- La présentation des références doit suivre les conventions bibliographiques. Il est recommandé d'utiliser les modèles {{Ouvrage}}, {{Chapitre}}, {{Article}}, {{Lien web}} et/ou {{Bibliographie}}. Le mode d'édition visuel peut mettre en forme automatiquement les références.
- Insérer une infobox (cadre d'informations à droite) n'est pas obligatoire pour parachever la mise en page.

Pour une aide détaillée, merci de consulter Aide:Wikification.
Si vous pensez que ces points ont été résolus, vous pouvez retirer ce bandeau et améliorer la mise en forme d'un autre article.
Kerialis est un organisme de protection sociale à destination des professions du droit et du chiffre.
Kerialis commercialise des prestations de complémentaire santé, prévoyance et retraite, ainsi qu’un ensemble de services.

## Historique
Le 1er janvier 2017, à la suite de l’Accord National Interprofessionnel du 13 mars 2013 signé par les partenaires sociaux des régimes de retraite complémentaire Agirc-Arrco, la Crepa-rep (caisse de retraite par répartition qui gérait la retraite Arrco des salariés des avocats et ex-avoués) a fusionné avec le groupe de protection sociale Humanis, devenu Malakoff Humanis le 1er janvier 2020.

À cette occasion, Crepa (Caisse de retraite supplémentaire des salariés des cabinets d’avocats) est devenue Kerialis.

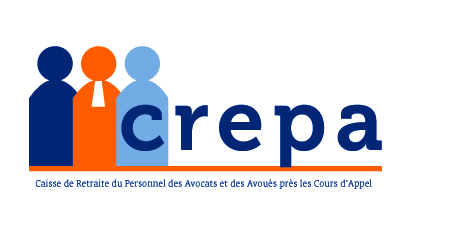
Logo Crepa (Caisse de retraite et prévoyance des avocats et avoués et ancien nom de Kerialis).

## Gouvernance et organisation
Kerialis est pilotée par une gouvernance paritaire, ses administrateurs sont les représentants de ses clients employeurs, d’une part, et salariés, d’autre part, désignés par les organisations syndicales.
Kerialis Retraite, filiale de Kerialis Prévoyance, Fonds de Retraite Professionnel Supplémentaire (FRPS) assure le régime de retraite professionnel et supplémentaire et le régime d’indemnité de fin de carrière.
Le Président de Kerialis est Matthieu Dulucq et la Vice-Présidente Karima Ben Said.
La Directrice Générale de Kerialis est Béatrice Granjean, et les directeurs généraux délégués sont Jamel Mezouar et Vanessa Waldmann.